# Liste der Bodendenkmäler in Adelshofen (Mittelfranken)
Auf dieser Seite sind die Bodendenkmäler in der mittelfränkischen Gemeinde Adelshofen zusammengestellt. Diese Tabelle ist eine Teilliste der Liste der Bodendenkmäler in Bayern. Grundlage ist die Bayerische Denkmalliste, die auf Basis des Bayerischen Denkmalschutzgesetzes vom 1. Oktober 1973 erstmals erstellt wurde und seither durch das Bayerische Landesamt für Denkmalpflege geführt wird. Die folgenden Angaben ersetzen nicht die rechtsverbindliche Auskunft der Denkmalschutzbehörde.

## Bodendenkmäler in Adelshofen
| Lage                          | Objekt | Akten-Nr.     | Bild |
| ----------------------------- | --- | ------------- | ---- |
| Equarhofen (Standort)         | Bestattungsplatz der Hallstattzeit mit Grabhügeln.                                                                            | D-5-6526-0002 |      |
| Adelshofen (Standort)         | Freilandstation des Mesolithikums und Siedlung des Neolithikums.                                                              | D-5-6526-0016 |      |
| Adelshofen (Standort)         | Siedlung des Neolithikums. | D-5-6526-0017 |      |
| Adelshofen (Standort)         | Siedlung des Neolithikums. | D-5-6526-0019 |      |
| Großharbach (Standort)        | Siedlung vorgeschichtlicher Zeitstellung.                                                                                     | D-5-6526-0023 |      |
| Großharbach (Standort)        | Freilandstation des Mesolithikums.                                                                                            | D-5-6526-0024 |      |
| Großharbach (Standort)        | Siedlung der Steinzeiten. | D-5-6526-0025 |      |
| Großharbach (Standort)        | Siedlung der Steinzeiten. | D-5-6526-0026 |      |
| Großharbach (Standort)        | Freilandstation des Mesolithikums.                                                                                            | D-5-6526-0027 |      |
| Großharbach (Standort)        | Freilandstation des Mesolithikums und Siedlung des Neolithikums.                                                              | D-5-6526-0028 |      |
| Neustett (Standort)           | Siedlung des Neolithikums. | D-5-6526-0029 |      |
| Tauberscheckenbach (Standort) | Grabhügel vorgeschichtlicher Zeitstellung.                                                                                    | D-5-6526-0031 |      |
| Tauberscheckenbach (Standort) | Siedlung der Steinzeiten. | D-5-6526-0032 |      |
| Tauberscheckenbach (Standort) | Siedlung der Steinzeiten. | D-5-6526-0033 |      |
| Tauberscheckenbach (Standort) | Freilandstation des Mesolithikums.                                                                                            | D-5-6526-0034 |      |
| Tauberscheckenbach (Standort) | Siedlung der Steinzeiten. | D-5-6526-0035 |      |
| Tauberscheckenbach (Standort) | Höhensiedlung der Steinzeiten und der Hallstattzeit, Abschnittsbefestigung vor- und frühgeschichtlicher Zeitstellung.         | D-5-6526-0037 |      |
| Tauberzell (Standort)         | Spätlatènezeitliches Oppidum.                                                                                                 | D-5-6526-0038 |      |
| Tauberzell (Standort)         | Grabhügel vorgeschichtlicher Zeitstellung.                                                                                    | D-5-6526-0039 |      |
| Tauberzell (Standort)         | Freilandstation des Mesolithikums.                                                                                            | D-5-6526-0040 |      |
| Tauberzell (Standort)         | Siedlung der Steinzeiten und der Latènezeit.                                                                                  | D-5-6526-0041 |      |
| Adelshofen (Standort)         | Grabhügel der Hallstattzeit.                                                                                                  | D-5-6526-0053 |      |
| Neustett (Standort)           | Rothenburger Landhege. | D-5-6526-0054 |      |
| Großharbach (Standort)        | Abgegangene mittelalterliche Kapelle St. Michael.                                                                             | D-5-6526-0056 |      |
| Tauberscheckenbach (Standort) | Mittelalterliche und frühneuzeitliche Befunde im Bereich der Evangelisch-Lutherischen Pfarrkirche St. Johannes Bapt.          | D-5-6526-0058 |      |
| Tauberzell (Standort)         | Mittelalterliche und frühneuzeitliche Befunde im Bereich der Evangelisch-Lutherischen Pfarrkirche St. Veit.                   | D-5-6526-0060 |      |
| Adelshofen (Standort)         | Siedlung vor- und frühgeschichtlicher oder mittelalterlicher Zeitstellung.                                                    | D-5-6526-0062 |      |
| Adelshofen (Standort)         | Grabhügel vorgeschichtlicher Zeitstellung.                                                                                    | D-5-6527-0086 |      |
| Großharbach (Standort)        | Grabhügel vorgeschichtlicher Zeitstellung.                                                                                    | D-5-6527-0087 |      |
| Steinsfeld (Standort)         | Freilandstation des Mesolithikums und Siedlung des Neolithikums.                                                              | D-5-6527-0089 |      |
| Adelshofen (Standort)         | Siedlung des Neolithikums. | D-5-6527-0090 |      |
| Adelshofen (Standort)         | Siedlung der Steinzeiten. | D-5-6527-0092 |      |
| Adelshofen (Standort)         | Siedlung des Neolithikums. | D-5-6527-0093 |      |
| Adelshofen (Standort)         | Siedlung des Neolithikums und der Latènezeit, Wüstung des Mittelalters.                                                       | D-5-6527-0095 |      |
| Adelshofen (Standort)         | Siedlung der Latènezeit. | D-5-6527-0096 |      |
| Großharbach (Standort)        | Grabhügel vorgeschichtlicher Zeitstellung.                                                                                    | D-5-6527-0101 |      |
| Großharbach (Standort)        | Siedlung des Neolithikums. | D-5-6527-0115 |      |
| Oberscheckenbach (Standort)   | Siedlung vorgeschichtlicher Zeitstellung.                                                                                     | D-5-6527-0151 |      |
| Adelshofen (Standort)         | Mittelalterliche und frühneuzeitliche Befunde im Bereich der Evangelisch-Lutherischen Pfarrkirche St. Nikolaus in Adelshofen. | D-5-6527-0284 |      |